# Jürgen Gruhle
Jürgen Gruhle (* 14. Januar 1959 in Weimar; † 3. September 2010 bei Florenz) war publizistisch in der Aufarbeitung der Zwangskollektivierung der Landwirtschaft in der DDR tätig.

## Leben und Wirken
Nach der Berufsausbildung mit Abitur bei Carl Zeiss Jena studierte Gruhle von 1978 bis 1983 Geodäsie an der TU Dresden.  Im Anschluss an das Studium leistete er seinen Wehrdienst ab und war danach bis 1990 im Liegenschaftsdienst beim Rat des Bezirkes Erfurt im staatlichen Vermessungswesen tätig. Anschließend arbeitete er bis 1999 als Diplom-Vermessungsingenieur in privaten Vermessungsbüros.
In den folgenden Jahren widmete sich Gruhle ganz der publizistischen Aufarbeitung der DDR-Vergangenheit im Umfeld der Bodenreform. Mit dem Haupttitel Ohne Gott und Sonnenschein – in Anlehnung an die in der DDR von SED-Propagandisten verbreitete Ernte-Parole „Ohne Gott und Sonnenschein bringen wir die Ernte ein“ – veröffentlichte Gruhle von 2000 bis 2003 im Selbstverlag eine Buchreihe mit vier Dokumentationen zur Zwangskollektivierung der Landwirtschaft in Thüringen. Im Rahmen seiner Recherchen wertete er mehr als 800 Dokumente aus, die ihm vom Thüringer Hauptstaatsarchiv Weimar zur Verfügung gestellt wurden. Seine Arbeit wurde teilweise aus Mitteln der Bundesstiftung zur Aufarbeitung der SED-Diktatur gefördert. In einer Publikation der Hessischen Landeszentrale für politische Bildung mit dem Titel Die Zwangsaussiedlungen aus den Grenzgebieten der DDR (1945–1961). Kommentierte Bibliographie und Wegweiser zu Orten und Regionen der Vertreibungen unter der SED-Diktatur wird Gruhles Arbeit als „Unikat“ gewürdigt.
Gruhle erarbeitete zudem eine umfassende Datenbank zur Bodenreform, in der etwa 15.000 Namen von Gemeinden, Eigentümern und Pächtern aus der ehemaligen Sowjetischen Besatzungszone erfasst wurden, und machte diese Daten im Jahr 2009 der Öffentlichkeit zugänglich.
Gruhle lebte im thüringischen Nauendorf. Am 3. September 2010 verunglückte er bei Florenz tödlich.

## Publikationen
Bücher
- Was wir Gorbatschow verdanken. Ewertverlag, Lathen 1999, ISBN 3-89478-205-6.
- Mehrbändige Reihe Ohne Gott und Sonnenschein:
  - Altkreise Apolda und Weimar (= Ohne Gott und Sonnenschein. Band 1). Eigenverlag, Nauendorf 2000, ISBN 3-8311-1216-9 (259 S., Digitalisat).
  - Altkreis Arnstadt. Eine Dokumentation (= Ohne Gott und Sonnenschein. Band 2). Eigenverlag, Nauendorf 2001, ISBN 3-8311-2771-9 (276 S.).
  - Altkreise Eisenach, Heiligenstadt und Mühlhausen. Eine Dokumentation (= Ohne Gott und Sonnenschein. Band 3). Eigenverlag, Nauendorf 2002, ISBN 3-8311-3801-X (307 S.).
  - Altkreis Worbis. Eine Dokumentation (= Ohne Gott und Sonnenschein. Band 4). Eigenverlag, Nauendorf 2003, ISBN 3-8330-0640-4 (283 S.).

Aufsätze
- Die Entwicklung des Vermessungs- und Katasterwesens im Großherzogtum Sachsen-Weimar-Eisenach, dargestellt anhand ausgewählter Gesetze und Rechtsvorschriften. Eigenverlag, Erfurt 1990.
- Über das Vermessungs- und Katasterwesen in der ehemaligen DDR. In: Deutscher Verein für Vermessungswesen. Landesverein Hessen (Hrsg.): Mitteilungen. Band 42, 1991, ISSN 0949-7900, S. 35–43.
- Liegenschaftswesen und Grundstücksenteignungen in der ehemaligen DDR. In: Deutscher Verein für Vermessungswesen, Landesverein Hessen e.V. und Thüringen e.V. (Hrsg.): Mitteilungen. Sonderheft. Wiesbaden 1992.
- Volkspolizei und LPG: Plan für einen "koordinierten Einsatz" in Haßleben. In: Thüringer Vierteljahresschrift für Zeitgeschichte und Politik. Band 6, 2001, ISSN 1431-1607, S. 28–31.
- Bodenreform-Enteignungen im Eichsfeld. In: Eichsfelder Heimatzeitschrift: die Monatsschrift für alle Eichsfelder. Band 53. Mecke Druck & Verlag, 2009, ISSN 1611-1648, S. 464–465.
- Kreise und Kreisparteiorganisationen der SED im Bezirk Erfurt in den Jahren 1953 und 1961. In: Heinrich Best, Heinz Bestrup (Hrsg.): Die Ersten und Zweiten Sekretäre der SED. Hain, Weimar 2003, ISBN 3-89807-051-4, S. 357–390.

## Weblink
- Ralf Schönball: Bodenreform-Affäre: Einfach enteignet. In: tagesspiegel.de. 10. März 2008 (Gruhle als Experte genannt).